# Bonomi B.S. 8 Biancone
Il Biancone era un aliante veleggiatore da scuola, monoposto ad ala alta prodotto dall'azienda italiana Aeronautica Bonomi negli anni trenta.

## Tecnica
Il Biancone era caratterizzato da un'ala controventata da due montanti e posto di pilotaggio aperto.
Le ali erano realizzate in due sezioni: rettangolare nella parte centrale e rastremata nelle parti esterne, con le estremità raccordate.
Il posto di pilotaggio, superiormente aperto, era racchiuso in una carenatura della fusoliera.

Dotato di un pàttino elastico, il velivolo poteva essere equipaggiato con due galleggianti per il traino a mezzo di motoscafo.